# 季沃湖
55°11′52″N 31°46′10″E / 55.19778°N 31.76944°E
季沃湖（俄语：Диво），是俄羅斯的湖泊，位於該國西部斯摩棱斯克州，由傑米多夫斯基區負責管轄，長4.3公里、寬0.8公里，面積1.24平方公里，海拔高度176.4米，集水區面積30平方公里，最大水深15米。